# Михайловка (Брянский район)
Михайловка — посёлок в Брянском районе Брянской области, в составе Журиничского сельского поселения. Расположен в 11 км к северо-востоку от села Журиничи, в 3 км к востоку от деревни Николаевка, в 1 км от границы с Калужской областью. Постоянное население с 2005 года отсутствует.
Возник в начале XX века в составе Подбужской волости Жиздринского уезда (первоначальное название — Михайловский). С середины 1920-х гг. — в Судимирской волости; с 1929 года — в Брянском районе. До 1959 года входил в Николаевский сельсовет.
| Годы      | 1913 | 1926 | 1979 | 1989 | 2002 | 2010 |
| --------- | ---- | ---- | ---- | ---- | ---- | ---- |
| Население | 55   | 85   | 28   | 14   | 3    | 0    |